# O Diletante
O Diletante é uma peça teatral em um ato, do gênero comédia, escrita por Martins Pena em 1844. 
O autor faz uma sátira do gosto pela ópera, que havia se tornado uma moda no Rio de Janeiro naquele ano, depois da apresentação da Norma. Como em outras obras, faz um contraponto entre o gosto popular e o erudito. 

## Sinopse
José Antônio, um grande admirador de óperas, pretende casar sua filha Josefina com o fazendeiro paulista Marcelo. Este, porém, prefere os gêneros musicais populares, como a modinha e o lundu, para desgosto do futuro sogro.
O advogado Gaudêncio Mendes tenta aproveitar essa divergência e finge ser um cantor lírico para conquistar a preferência de José Antônio e se tornar o noivo de Josefina.

## Histórico
A comédia estreou em 25 de fevereiro de 1845, no Rio de Janeiro. O texto só foi publicado em 1846.
Em 2014, o compositor João Guilherme Ripper adaptou a peça para uma ópera ambientada em Copacabana na década de 1950.